# Dave the Diver
Dave the Diver ist ein Computerspiel, das von Mintrocket aus Südkorea entwickelt wurde. In dem Hybrid aus Wirtschaftssimulation, Action-Adventure und Rollenspiel steuert der Spieler Dave, einen Taucher, der Fische sammelt, Aufgaben löst und ein Sushi-Restaurant leitet. Das Spiel wurde im Juni 2023 für macOS und Windows veröffentlicht. Auch Nintendo und Playstation veröffentlichten das Spiel auf ihren Plattformen.

## Spielprinzip
Der Spieler steuert Dave, einen Tiefseetaucher, der überredet wird, ein Sushi-Restaurant zu leiten und es mit dem benötigten Fisch zu versorgen. Er fischt an einem Ort namens „Blue Hole“, dessen Geografie und Fauna sich täglich ändern. Der Spieler kann Ressourcen sammeln, um neue Gegenstände für Dave zu verbessern oder herzustellen, z. B. Tauchausrüstung und Waffen, die er auch in Bosskämpfen gegen riesige Unterwasserkreaturen einsetzen kann. Daves Luftvorrat sinkt schneller, wenn er überlastet ist, und er wird anfälliger für Raubtiere wie etwa Haie. Wenn er im Kampf besiegt wird, lässt Dave bei seiner Rettung seine gesamte gesammelte Ladung bis auf einen Gegenstand fallen.
Dave wird auch von anderen gebeten, ihnen verschiedene Gefallen zu tun, die mit Erkundung, Forschung oder dem Auffinden seltener Gegenstände zu tun haben. Wenn Spieler auf See verlorene Gegenstände wiederfinden, können sie Daves Kontakte in seinem Handy nutzen, um Käufer zu finden. Dave kann zweimal am Tag tauchen gehen, morgens und nachmittags, sowie einmal am Abend. Abends leitet er das Sushi-Restaurant. Der Spieler kann unter anderem neue Rezepte zum Kochen freischalten, einflussreiche Kunden anlocken, das Restaurant renovieren und neu dekorieren oder neue Mitarbeiter einstellen. Eine spielinterne App namens „Cooksta“ verfolgt die Beliebtheit und die Bewertung des Restaurants und kann weitere Verbesserungen freischalten. Als grafischen Stil verwendet das Spiel Pixel-Art.

## Entwicklung
Dave the Diver wurde im Oktober 2022 als Early Access zur Verfügung gestellt. Am 28. Juni 2023 veröffentlichte Mintrocket das Spiel für Windows und macOS. Eine Version für die Nintendo Switch ist im Oktober des Jahres 2023 erschienen.
Die Entwicklungskosten lagen laut Analysten bei unter 10 Millionen US-Dollar.
Ein kostenloser DLC, der im Dezember 2023 veröffentlicht wurde, enthält Inhalte aus Dredge. Der DLC fügt die Fähigkeit hinzu, Daves Boot in nebligen Nächten zu steuern, nach wertvollen Gegenständen zu baggern und in Fischgründen nach mutierten Fischen zu tauchen, die besonderen Gästen im Restaurant serviert werden können, sowie zusätzliche Waffen. Ein zweiter kostenloser DLC, der im Mai 2024 veröffentlicht wurde, enthielt Inhalte aus Godzilla. Weitere Inhaltsupdates sind geplant.

## Rezeption
Dave the Diver erhielt laut dem Review-Aggregator Metacritic „allgemein positive Kritiken“ und ermittelte einen Wert von 90 basierend auf den Bewertungen von 45 Kritikern. PC Gamer lobte die Komplexität des Spiels und nannte es „absolut entspannend“ und sagte, dass es bereits im Juni 2023 in die engere Auswahl für sein Spiel des Jahres gekommen sei. IGN stufte es als „Editors’ Choice“ ein und sagte, es sei „gesund, wunderbar komplex und herrlich schwer, es wegzulegen“. Polygon sagte, dass die unzähligen Minispiele unerwartet gut zusammenpassen und von gut gemachten Zwischensequenzen untermalt werden. Die Zwischensequenzen wurden auch von den Spielern für ihren Stil und ihren Humor gelobt. VideoGamer.com urteilte, dass es „immer etwas zu tun gibt“, ohne dass es jemals wie Arbeit aussieht, und nannte es „erfrischend anders“ als das typische Modell von Games as a Service. GamesRadar+ nannte es „eine durchschlagende Erfolgsgeschichte“. Auf Steam fielen von über 100.000 Reviews insgesamt 97 % positiv aus. Zwei Tage nach seiner Veröffentlichung war es auf der Plattform das fünftbestverkaufte Produkt weltweit und innerhalb von zehn Tagen wurden über eine Million Exemplare verkauft. Im November 2024 wurden bereits über fünf Millionen verkaufte Einheiten gemeldet.

## Kontroverse
Bei den Game Awards 2023 sorgte die Nominierung des Spiels Dave the Diver in der Kategorie „Best Independent Game“ für Diskussionen in der Gaming-Community. Kritiker wiesen darauf hin, dass der Entwickler Mintrocket eine Tochterfirma des südkoreanischen Publishers Nexon ist, der 2023 einen Jahresumsatz von umgerechnet mehr als zwei Milliarden US-Dollar erzielte. Daher könne Dave the Diver kaum als Indie-Spiel bezeichnet werden.
Dies löste eine breite Debatte über die genaue Definition des Begriffs „Indie-Spiel“ aus. Viele argumentierten, dass Dave the Diver aufgrund seines Budgets von weniger als zehn Millionen Dollar durchaus als „Indie“ angesehen werden könne. Außerdem sei für den Indie-Status vielmehr eine bestimmte Spielphilosophie und ein kreativer Artstyle entscheidend, weniger die finanzielle Unabhängigkeit vom Publisher. Es wurde zudem angemerkt, dass fast alle erfolgreichen Indie-Spiele mittlerweile von größeren, oft auf das Genre spezialisierten Publishern unterstützt werden.
Letztendlich konnte Dave the Diver die Kategorie jedoch nicht gewinnen. 